# Robert Westerholt
Robert Westerholt (né le 2 janvier 1975 à Waddinxveen aux Pays-Bas) est un guitariste néerlandais et l'un des membres fondateurs du groupe de metal symphonique Within Temptation. 

## Biographie
De sa relation avec Sharon den Adel, chanteuse du groupe, sont nés une fille, Eva Luna, le 7 décembre 2005, et deux petits garçons, Robin Aiden né le 1er juin 2009 et Logan, né le 30 mars 2011. Il est également le frère de Martijn Westerholt, fondateur du groupe de metal symphonique Delain. 